# Fundación Ciudad del Niño
La Fundación Ciudad del Niño, anteriormente Consejo de Defensa del Niño (CODENI), es una corporación de derecho privado chilena fundada en 1934. La institución ejecuta programas orientados a restituir y proteger los derechos de la niñez en situación de vulnerabilidad, apoyar a jóvenes en conflicto con la ley en el cumplimiento de sus sanciones judiciales y a la prevención. 
Actualmente su presidente es José Pedro Silva Prado y su director ejecutivo, Edmundo Crespo Pisano. Cuenta con más de 100 programas a lo largo de Chile, entre las regiones de Coquimbo y Los Lagos, y atiende anualmente a 16.350 niños, niñas y adolescentes junto con sus familias.

## Historia
El Consejo de Defensa del Niño inició oficialmente sus actividades el 8 de junio de 1934, bajo la Presidencia de Arturo Alessandri Palma. Nace como respuesta del sector privado con apoyo del Estado a las apremiantes necesidades sociales generadas por la crisis económica de 1931, producida por el cierre de las salitreras y otras empresas, lo que se tradujo en un importante crecimiento de la cesantía, vagancia y mendicidad infantiles.
En 1935 atendía 1700 menores en 5 establecimiento de Santiago. El 23 de diciembre de 1943 se inauguró la Ciudad del Niño, un complejo con 13 hogares, escuela, policlínico, teatro, canchas de juegos, jardines y calles, con capacidad para 1.100 niños. Este recinto fue cerrado en 2001 como resultado de la adhesión de la Fundación a las nuevas políticas públicas que privilegiaban la creación de residencias familiares con atención personalizada y nuevas líneas de atención a la infancia y adolescencia.
Previamente, en el año 2000, la institución había iniciado modificaciones en sus líneas de trabajo, con el fin de adaptarse a los nuevos programas impulsados por el Gobierno, en el marco de la Convención de los Derechos del Niño que el Estado de Chile suscribió en 1990.
En 2014 CODENI pasa a llamarse Fundación Ciudad del Niño.
En la actualidad, la Fundación está presente en diez regiones del país, ejecutando más de un centenar de programas en las líneas de Protección, Responsabilidad Penal Adolescente y Prevención. 